# Arms Aloft
Arms Aloft is een Amerikaanse punkband afkomstig uit Eau Claire, Wisconsin die is opgericht in 2007. De teksten van de band richten zich vaak op links politieke onderwerpen en hoe deze maatschappelijke kwesties mensen persoonlijk beïnvloeden. Voorbeelden van deze onderwerpen zijn milieuverontreiniging, de opwarming van de aarde en de corruptie in Wall Street.

## Geschiedenis
Na het uitgeven van een demo en een reeks split-ep's en nadat drummer Jack Gribble voormalige drummer Zach Holder verving liet Arms Aloft het debuutalbum, getiteld Sawdust City (2012), uitgeven via Kiss of Death Records. De titel van het album is een verwijzing naar een bijnaam voor Eau Claire. Het album ontving over het algemeen goed recensies. Het tweede studioalbum, getiteld What a Time to Be Barely Alive (2016), werd vier jaar later via Red Scare Industries uitgegeven.

## Leden
| Huidige leden - Seth Gile - zang, gitaar - Alex Bammel - gitaar - Matt Keil - basgitaar - Jack Gribble - drums | Voormalige leden - Isaiah Davis - zang, basgitaar - Tyler McCormick - drums - Zach Holder - drums |

## Discografie
Studioalbums
- Sawdust City (Kiss of Death Records, 2012)
- What a Time to Be Barely Alive (Red Scare Industries, 2016)

Livealbums
- Live At Gilead Media Music Festival (eigen beheer, 2012)

Ep's
- Demo (eigen beheer, 2007)
- Comfort at Any Cost (Dead Format Records, 2010)

Splitalbums
- 3 Way Split (met Manix en Fake Boys, Kiss of Death Records, 2009)
- Arms Aloft/The Manix (Kiss of Death Records, 2011)
- Arms Aloft/Leagues Apart (Kiss of Death Records, All in Vinyl, 2012)
- Tâches Noires Vivantes/Living Black Spots (met Guerilla Poubelle, Guerilla Asso, 2015)